# Le Magot de Josefa
Pour plus de détails, voir Fiche technique et Distribution.
Le Magot de Josefa est un film franco-italien de Claude Autant-Lara sorti en 1963.

## Synopsis
Justin, parolier de son état, et son ami Pierre, compositeur, mènent une vie de bohème à Paris. Justin pense que Josefa, sa mère, est plus riche qu'il n'y paraît et décide de lui escroquer trois millions de centimes en utilisant Pierre comme intermédiaire dans une affaire de chèque insolvable. Josefa évente la ruse et refuse toute aide à son fils. Cependant, Pierre a découvert l'identité du père de son ami, qui lui était inconnu depuis vingt ans. Les deux compères, aidés de la mère de Justin, vont alors tout mettre en œuvre pour extorquer au père, honteux et repentant, les trois millions de centimes qui font défaut à son fils.

## Fiche technique
- Titre original : Le Magot de Josefa
- Titre italien : La pila della Peppa
- Réalisateur : Claude Autant-Lara
- Assistants réalisateur : Ghislaine Autant-Lara, Michel Pézin
- Scénario : Jean Aurenche, Pierre Bost d'après le roman de Catherine Claude
- Dialogue : Jean Aurenche, Bernard Dimey
- Décors : Max Douy, assisté de Jacques Douy et André Guérin
- Photographie : Jacques Natteau
- Opérateur : Gilbert Chain, assisté de Roger Tellier
- Son : Gérard Brisseau, assisté de Jean Nény
- Musique : René Cloërec, Bernard Dimey, Henri Salvador. Musique additionnelle : C'est si bon d'Henri Betti (1947).
- Chanson : Un air de jeunesse, paroles de Bernard Dimey et musique d'Henri Salvador, chantée par Bourvil (enregistrement Pathé Marconi)
- Montage : Madeleine Gug, assisté de Madeleine Guérin
- Régisseur général : Jacques Pignier
- Régisseur adjoint : Chantal Larouette
- Script-girl : Madeleine Billeaud
- Maquillage : Louis Bonnemaison
- Bijoux de René Llonguet
- Administrateur : Bernard Artigues
- Tournage : Début le 15 avril 1963 à Bussy-Saint-Martin (Seine-et-Marne) et dans les studios Franstudio
- Production :  Bourvil, Claude Autant-Lara, Ghislaine Autant-Lara, Alfredo Bini
- Secrétaire de production : Marguerite Naar
- Sociétés de production : 
  -  : Société des productions Raimbourg, Star Presse
  -  : Arco Film
- Société de distribution : Valoria Films
- Vente à l'étranger : Carlton Film Export
- Son : Poste parisien - Mixage Simo Westrex -
- Tirage : Laboratoire G.T.C Joinville
- Pays d’origine :  France,  Italie
- Langue originale : français
- Format : Noir et blanc — 35 mm — 2,35:1 — son Mono procédé Franscope
- Genre : Comédie
- Durée : 90 minutes
- Dates de sortie : France : 2 octobre 1963

## Distribution
- Anna Magnani : Josefa Trucullia, la cabaretière
- Bourvil : Pierre Corneille, compositeur et l'ami de Justin
- Pierre Brasseur : Le maire
- Henri Virlojeux : Charquin le fossoyeur
- Christian Marin : Pierrot, villageois
- Jean-Marie Proslier : M. "Floconnette"
- Paul Demange : la grand-mère, villageoise
- Ramón Iglesias : Justin Trucullia, le fils de Josepha
- Gil Vidal : le curé
- Maryse Martin : Maryse, villageoise dans le bus
- André Badin : l'employé de la SACEM
- Charles Bayard : M. Bayard
- Georges Bever : le serveur
- Allain Dhurtal : le caissier
- Alix Mahieux : la guichetière de la SACEM
- Liliane Ponzio : passagère du bus (à gauche de Bourvil)
- Jacques Préboist : le facteur
- Sophie Réal : la femme de Pierrot, villageoise
- André Tomasi : villageois passager du bus

Les Villageois et Villageoises :
- René Bouloc
- Jocelyne Bressy
- Marie-Claude Breton
- Louise Chevalier
- Nicole Chollet
- Jenny Doria
- Jean Dumaine
- Luce Fabiole
- Guy Grosso
- Eric Meningand
- Roger Perinoz
- Georgette Peyron
- René Rouze
- Nadine Servan
- David Tonelli
- Roger Trapp
- Yannick Raye (?)
- Max Elloy : un villageois (?)

Non crédités
- Jean-François Vlérick (Maurin) : l'enfant
- Annie Savarin

### Revue de presse
- Jean-Elie Fovez, « Le magot de Josefa », Téléciné no 113-114, Fédération des Loisirs et Culture cinématographique (FLECC), Paris, décembre 1963-janvier 1964,  (ISSN 0049-3287)